# Árpád Furka
Árpád Furka (* 3. Dezember 1931 in Crișcior) ist ein ungarischer Chemiker. Er gilt als einer der Gründer der kombinatorischen Chemie.

## Leben
Furka studierte an der Universität der Wissenschaften Szeged Chemie und Physik. 1959 promovierte er dort in Chemie. Anschließend erforschte er an der Ungarischen Akademie der Wissenschaften Peptide, 1964 war er ein Jahr lang als Postdoktorand in der Abteilung Biochemie der University of Alberta tätig. 1967 ging er an die Eötvös-Loránd-Universität, an der er von 1972 bis 2002 als Professor für Organische Chemie tätig war. Im Jahr 1988 veröffentlichte er ein Lehrbuch der Organischen Chemie für die Universität. Von Februar 1995 bis Mai 1999 arbeitete Furka im Rahmen eines Sabbaticals für das Unternehmen Advanced ChemTech. Seit 2001 ist er Ehrenvorsitzender der Europäischen Gesellschaft für kombinatorische Wissenschaften. 2002 wurde er mit dem Széchenyi-Preis ausgezeichnet.

## Auszeichnungen und Ehrungen
- 1964: Stipendium des National Research Council of Canada
- 1999: Akademischer Preis der Ungarischen Akademie der Wissenschaften
- 2001: Ehrenvorsitzender der Europäischen Gesellschaft für kombinatorische Wissenschaften
- 2002: Széchenyi-Preis

## Publikationen
- Árpád Furka: Szerves kémia. Nemzedékek Tudása Tankönyvkiadó, 2002, ISBN 978-963-19-2784-9.
- Árpád Furka: The Structure Dependent Energy of Organic Compounds. Springer, 2019, ISBN 978-3-03006003-9.